# Pantolabus radiatus
Pantolabus radiatus è una specie del genere Pantolabus della famiglia dei Carangidae.

## Habitat e distribuzione
Oceano Pacifico occidentale, dall'arcipelago Indo-Australiano a Papua Nuova Guinea.